# Sallie Harmsen
 (octobre 2018).
 Sallie Harmsen, née le 2 mai 1989 à Amsterdam, est une actrice néerlandaise.

## Filmographie

### Cinéma
- 2005 : Le Cheval de Saint Nicolas de Mischa Kamp : Sofie[2]
- 2008 : In Real Life de : Robert Jan Westdijk[3]
- 2010 : The Aviatrix of Kazbek de Ineke Smits[4]
- 2010 : Loft de Antoinette Beumer[5]
- 2011 : The Heineken Kidnapping (nl) de Maarten Treurniet : Lisa[6]
- 2012 : Uncle Hank (nl) de Elbert van Strien[7]
- 2012 : Bowy is inside de Aniëlle Webster : Sarah[8]
- 2012 : Tricked de Paul Verhoeven[9]
- 2014 : Accused de Paula van der Oest : Judith Jansen[10]
- 2014 : Kenau (nl) de Maarten Treurniet : Kathelijne[11]
- 2015 : The Most Beautiful Thing in the world de Danyael Sugawara
- 2016 : Copyrette de Marc De Leeuw[12]
- 2017 : If Only for a Moment de Sophie Kurpershoek[13]
- 2017 : Blade Runner 2049 de Denis Villeneuve[14]

### Téléfilms
- 2004 : Snacken : Sanne
- 2008 : Flikken Maastricht : Sanne Richters
- 2011 : Hart Tegen Hard : Layla
- 2012 : De geheimen van Barslet (nl) : Manon de Vries
- 2013 : &Me : Julia
- 2016 : De Jacht (nl)
- 2016 : Catch : Kim
- 2017 : Voetbalmaffie : Renate

### Série
- depuis 2019 : Les héritiers de la Nuit (Heirs of the Night) : Tonka of Upiry